# Jean Noël Hallé

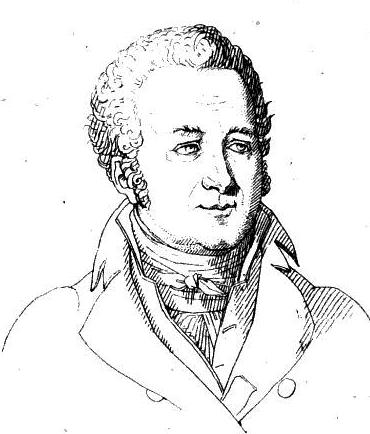
Jean Noël Hallé (1754–1822)

Jean Noël Hallé (* 2. Januar 1754 in Paris; † 11. Februar 1822 ebenda) war ein französischer Arzt, Hygieniker und Epidemiologe.

## Leben und Wirken
Sein Vater war der Maler, Graphiker und Kupferstecher Noël Hallé (1711–1781), seine Mutter war Françoise „Geneviève“ Lorry (1733–1807). Er hatte eine Schwester, Catherine Charlotte Hallé (1755–1841).
Hallé selbst war Professor für Medizin und Gesundheit an der École de santé und hiernach wirkte er als Professor für öffentliche Hygiene am Collège de France. Er war ein Mitglied der Faculté de médecine de Paris; im Jahre 1795 wurde er in die Académie des sciences gewählt, zu deren Präsidenten im Jahre 1813. 1810 wurde er zum auswärtigen Mitglied der Göttinger Akademie der Wissenschaften gewählt. Er war auch der Leibarzt von Napoleon Bonaparte. Er war Mitherausgeber der 1813 Code des médicaments, ou Pharmacopée française, dem französischen Arzneibuch. Hallé leistete wichtige Beiträge zum Dictionnaire des Sciences médicales.
Am 8. April 1785 heiratete er in Paris Marie Geneviève Marchand d’Epinay (1767–1832). Das Paar hatte zwei Töchter, Françoise Geneviève Louise (1786–1789), Augustine Françoise Marie (1789 – ca. 1876) und einen Sohn, Charles Louis Noël Hallé (1797–1861).
Im Jahre 1790 fertigten Hallé und sein Mitarbeiter Boncerf ein Protokoll der Miasmen von Paris, indem sie gewissermaßen die olfaktorischen Eindrücke auf einer Karte eintrugen. Auch führte er Untersuchungen zum Brustkrebs durch, forschte über die Wirkungen von Campher und war ein großer Verfechter der Schutzimpfung. Im Jahr 1794 verteidigte er Antoine Lavoisier, als dieser sich wegen Hochverrats vor dem Convention nationale verantworten musste.
Er starb an den Folgen einer Operation an einem Blasenstein, welcher durch Pierre-Augustin Béclard (1785–1825) mittels Lithotomie herausoperiert wurde. Er wurde auf dem Pariser Friedhof Père-Lachaise (Division 10) bestattet.
Hallé war ein Pionier hygienischer Maßnahmen in Frankreich und ein wichtiger Initiator zur Verbreitung hygienischen Wissens in der Bevölkerung.

## Werke (Auswahl)
- Almanachs impériaux, Testu et Cie imprimeurs, Paris 1805–1813.
- Catalogue des livres de la bibliothèque de feu M. Jean Noël Hallé, Librairie De Bure frères, Paris 1823.
- Air – Air des hôpitaux de terre et de mer. In: Encyclopédie méthodique Médecine. Paris 1787.